# Kilkenny (piwo)

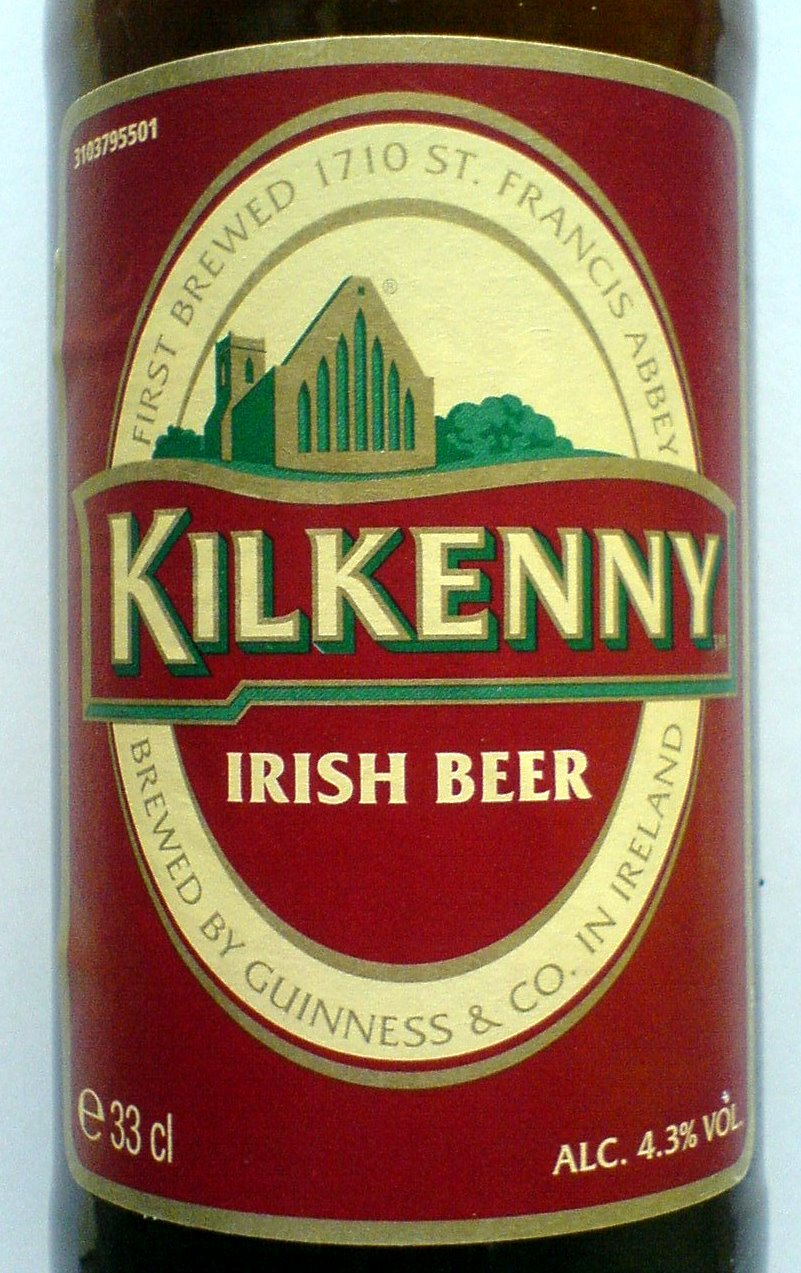
Etykieta Kilkenny

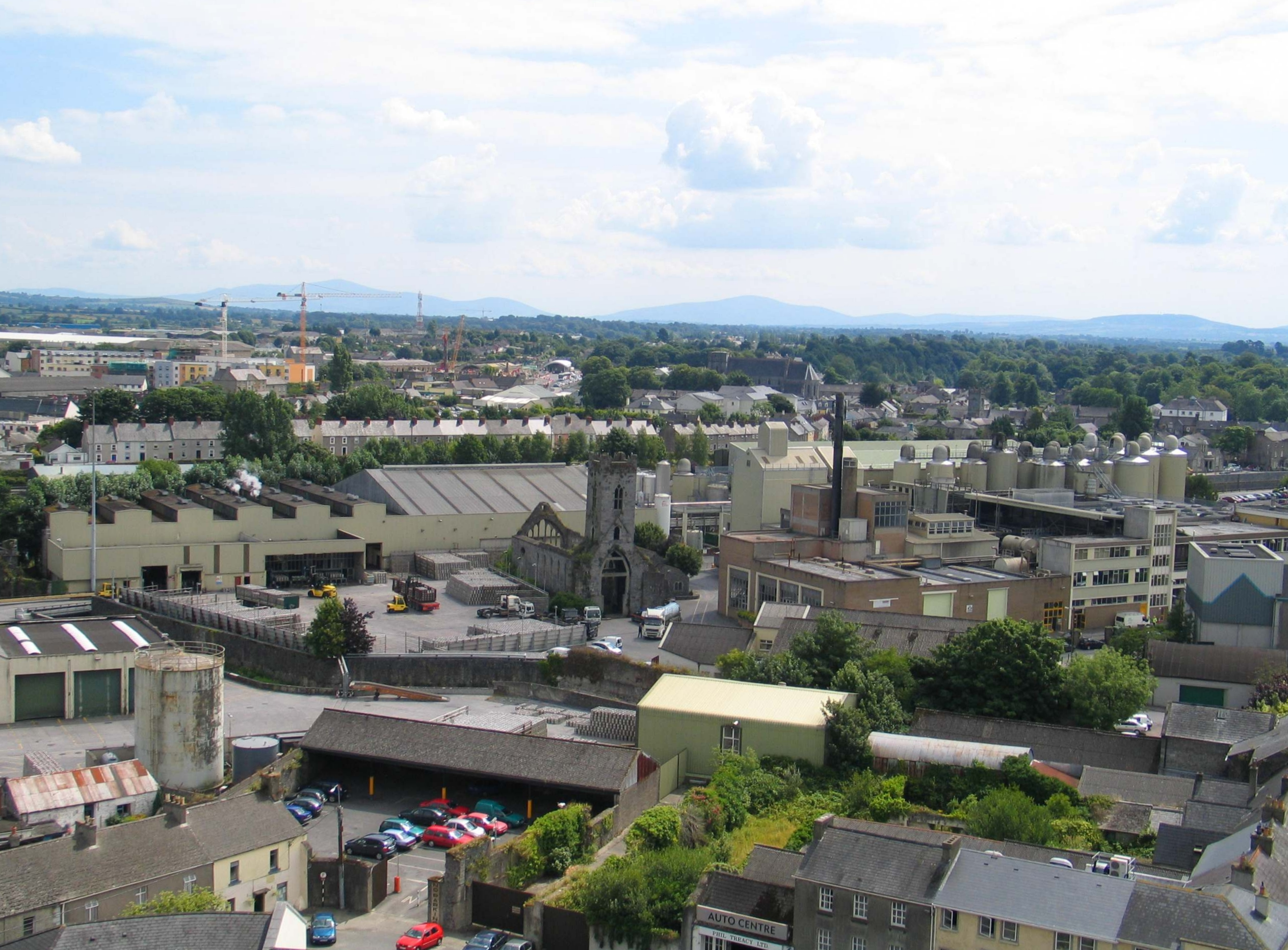
Browar St. Francis Abbey

Kilkenny – marka irlandzkiego piwa, warzonego w stylu czerwonego ale (Irish Red Ale) w hrabstwie Kilkenny przez browar St. Francis Abbey Brewery. Browar ten jest najstarszym działającym browarem w Irlandii i znajduje się w przebudowanym klasztorze z XII wieku, a od 1965 r. wchodzi w skład koncernu St. James’s Gate Brewery, a tym samym jest częścią jeszcze większego międzynarodowego koncernu alkoholowego Diageo. Od lipca 2011 roku Kilkenny dystrybuowane jest w Polsce przez Grupę Żywiec.

## Nazwa
Kiedy w 1965 r. Guinness przejmował browar St. Francis Abbey Brewery pozyskał również prawa do receptury oraz marki tradycyjnego piwa Smithwick's warzonego od 1710 r. Piwo to było również eksportowane za granicę w wersji z nieco większą zawartością alkoholu. Guinness już w momencie przejęcia browaru zdecydował się na zmianę nazwy na Kilkenny argumentując, że wymowa słowa Smithwick's w niektórych regionach ma konotacje obsceniczne, co z kolei wpływa na mniejszą sprzedaż piwa. Obecnie obie marki funkcjonują równolegle.
Poza Irlandią i Wielką Brytanią piwo Kilkenny dostępne jest w takich krajach jak: Australia, Austria, Bahrajn, Belgia, Białoruś, Bośnia i Hercegowina, Brazylia, Bułgaria, Chiny, Chorwacja, Dania, Estonia, Finlandia, Francja, Grecja, Holandia, Indie, Irlandia, Islandia, Izrael, Japonia, Kanada, Korea Południowa, Liban, Luksemburg, Łotwa, Malezja, Malta, Niemcy, Norwegia, Nowa Zelandia, Polska, Portugalia, Południowa Afryka, Rosja, Rumunia, Serbia, Singapur, Słowenia, Szwajcaria, Szwecja, Tajlandia, Ukraina, Węgry, Włochy, Zjednoczone Emiraty Arabskie.

## Charakterystyka
Kilkenny to najstarsze irlandzkie piwo typu ale, o objętości alkoholu 4,3% i zawartości ekstraktu 9,86%. Jego oryginalny bursztynowo-czerwony kolor to zasługa specjalnej odmiany palonego słodu jęczmiennego, którego używa się do produkcji tego piwa. Pozostałe składniki Kilkenny to: woda, słód jęczmienny, chmiel, drożdże. Gęsta i kremowa piana Kilkenny jest – podobnie jak w przypadku Guinnessa – efektem azotowania piwa.